# 米斯库尔
米斯库尔（法語：Muscourt）是法国皮卡第大区埃纳省的一个市镇，属于拉昂区埃纳河畔讷沙泰勒县。该市镇2009年时的人口为52人。

## 人口
米斯库尔人口变化图示
| 数据来源：INSEE |